# Bonn Capitals
Pour les articles homonymes, voir Capitals.
Les Bonn Capitals (1. Baseballverein Bonn Capitals e. V.) sont un club de baseball basé à Bonn, en Rhénanie-du-Nord-Westphalie, évoluant en première division du championnat allemand depuis 1995. Les Capitals furent fondés le 8 novembre 1989.
Lors de la saison 2018, le championnat d'Allemagne a été remporté pour la première fois.

## Palmarès
- Champion d'Allemagne : 2018, 2022, 2024.
- Vice-champion d'Allemagne : 1999 et 2019.
- Vainqueur de la Coupe d'Allemagne : 1996.

## Joueurs et personnalités du club

### Entraîneurs
- ?-oct. 2009 :  Mathias Winterrath[2]
- nov 2009-? :  Mirko Heid[3]
- Juin 2018-? :  Clemens Cichocki[4]
- 2024- :  Stan Exeter[5]

### Joueurs emblématiques
- Toru Murata (2023)[6]